# Ruggero Deodato
Ruggero Deodato (født d. 7. maj 1939, død 29. december 2022) var en italiensk filminstruktør, som bedst er kendt for sine ubehagelige gyserfilm, i særdeleshed Cannibal Holocaust, som han blev slæbt i retten for lige efter premieren grundet anklager om at have lavet en snuff-film. 